# یولیان فیلیپسکو
یولیان فیلیپسکو (رومانیایی: Iulian Filipescu؛ زادهٔ ۲۹ مارس ۱۹۷۴) بازیکن فوتبال اهل رومانی بود.
از باشگاه‌هایی که در آن بازی کرده‌است می‌توان به باشگاه فوتبال دویسبورگ، باشگاه فوتبال گالاتاسرای، باشگاه فوتبال استوا بخارست، باشگاه فوتبال رئال بتیس، و باشگاه فوتبال زوریخ اشاره کرد.
وی همچنین در تیم ملی فوتبال رومانی بازی کرده‌است.